# Kobieta

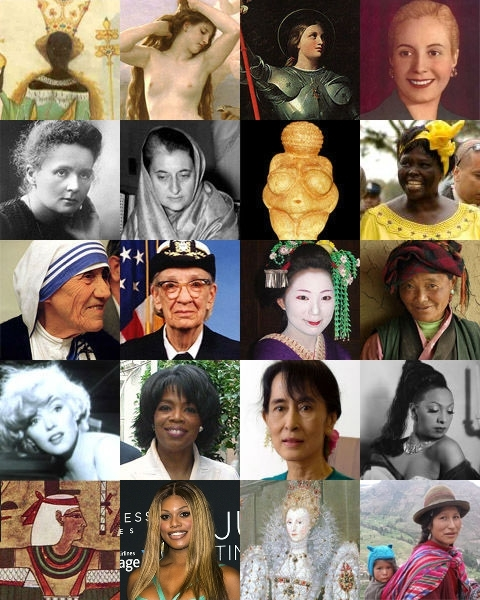
Kolaż przedstawiający słynne kobiety oraz przedstawicielki różnych narodów. Od lewej do prawej, w rzędach:
1: Makeda• Wenus• Joanna d’Arc• Eva Perón
2: Maria Skłodowska-Curie• Indira Gandhi• Wenus z Willendorfu• Wangari Maathai
3: Matka Teresa z Kalkuty• Grace Hopper• japońska gejsza• Tybetanka
4: Marilyn Monroe• Oprah Winfrey• Aung San Suu Kyi• Josephine Baker
5: Izyda• Laverne Cox• Elżbieta I Tudor• Peruwianka

Kobieta – dorosła przedstawicielka gatunku Homo sapiens o płci żeńskiej. Przed osiągnięciem dorosłości człowiek płci żeńskiej określany jest jako dziewczyna. Słowo „kobieta” może być używane w języku polskim na określenie ludzi płci żeńskiej bez względu na wiek (na przykład we wniosku o wydanie dowodu osobistego DO/W/1).
Normalnie kariotyp komórki somatycznej kobiety ma dwa chromosomy X. Z reguły kobiety są zdolne do ciąży i rodzenia dzieci od okresu dojrzewania do menopauzy. Układ rozrodczy kobiety składa się z jajników, jajowodów, macicy, pochwy i sromu. W pełni dojrzała kobieta ma na ogół proporcjonalnie szersze miednicę i biodra oraz większe piersi niż dorosły mężczyzna. Kobiety mają znacznie mniej włosów na twarzy i innych częściach ciała, mają wyższy skład tkanki tłuszczowej, a także są średnio niższe i mniej umięśnione niż mężczyźni.

## Etymologia
Słowo kobieta pojawiło się w XVI wieku. Etymolodzy proponują co najmniej 20 różnych wyjaśnień jego pochodzenia. Aleksander Brückner wywodzi je od słowa kob, czyli chlew, koryto. Językoznawca Franciszek Sławski oraz filolog Krystyna Długosz-Kurczabowa wywodzili słowo kobieta od prasłowiańskiego *kobь „wróżba z lotu ptaków” i *vĕta „wróżka”. Natomiast Wielki słownik języka polskiego Polskiej Akademii Nauk wskazuje, że wyraz kobieta był pierwotnie ekspresywizmem i nie posiada pewnej etymologii.
W pierwotnym znaczeniu mogła znaczyć tę, która służy przy korycie, zajmuje się chlewem. Wyraz miał mieć pejoratywne znaczenie i uchodzić za obelgę. Możliwe, że w neutralnym znaczeniu słowa zaczęto używać pod koniec XVIII wieku.

## Biologia kobiet

### Genetyka i zaburzenia genetyczne kobiet
Najczęściej kobiety mają dwa chromosomy X, a mężczyźni jeden chromosom X i jeden Y. Około jedna na tysiąc kobiet rodzi się z trzema chromosomami X, co określa się jako trisomia chromosomu X. W rzadkich przypadkach na skutek translokacji lub rekombinacji w obrębie chromosomów X i Y, skutkującej chromosomem X niosącym kopię genu SRY u osób z dwoma chromosamami X, wykształcają się typowo męskie drugorzędowe cechy płciowe takie jak nasieniowody, penis i jądra, które są jednak często małe.

### Cechy gospodarki hormonalnej, menstruacja i menopauza
Dojrzewanie płciowe u kobiet prowadzi do powstania zmian w organizmie, które umożliwiają rozmnażanie płciowe za sprawą zapłodnienia. W odpowiedzi na sygnały chemiczne z przysadki mózgowej jajniki wydzielają hormony, które stymulują proces dojrzewania ciała, w tym zwiększenie wzrostu i masy ciała, wzrost owłosienia, rozwój piersi i menarche (pojawienie się pierwszej miesiączki).
Większość dziewcząt dostaje pierwszej miesiączki w wieku 12–13 lat – są wtedy zdolne do zajścia w ciążę i rodzenia dzieci. Ciąża wymaga zazwyczaj wewnętrznego zapłodnienia jaja za pomocą plemnika, poprzez stosunek płciowy lub sztuczne zapłodnienie. Jednak dzięki zapłodnieniu in vitro do zapłodnienia może dojść poza organizmem człowieka.
Cykl miesiączkowy trwa przeciętnie 28 dni i składa się z czterech faz: fazy folikularnej, owulacji, fazy lutealnej i menstruacji. W trakcie trwania cyklu występują naturalne wahania hormonów takich jak estradiol, progesteron, folikulotropina i lutropina.
Zazwyczaj w wieku 49–52 lat kobieta przechodzi menopauzę, czyli czas, kiedy miesiączki ustają całkowicie, a one same nie są już w stanie spłodzić dziecka. W przeciwieństwie do większości innych ssaków życie człowieka trwa zwykle jeszcze wiele lat po menopauzie. Wiele kobiet zostaje babciami i ma swój wkład w opiekę nad wnukami i innymi członkami rodziny. Wielu biologów uważa, że wydłużona długość życia człowieka jest ewolucyjnie napędzana przez dobór krewniaczy, jednak inne teorie również zostały zaproponowane.

### Cechy morfologiczne i fizjologiczne

Żeński układ płciowy

Z punktu widzenia biologii żeńskie narządy płciowe biorą udział w rozmnażaniu, natomiast drugorzędne cechy płciowe związane są z karmieniem piersią dzieci i pozyskiwaniem partnera. Ludzi zalicza się do ssaków łożyskowych, co oznacza, że matka nosi płód w macicy, a łożysko ułatwia wymianę składników odżywczych i odpadów między matką a płodem.
Jajniki, oprócz swojej funkcji regulacyjnej, jaką jest produkcja hormonów, wytwarzają gamety żeńskie zwane komórkami jajowymi, które mogą być następnie zapłodnione przez gamety męskie (plemniki). Macica jest narządem, którego funkcją jest ochrona i odżywianie rozwijającego się płodu. Pochwa wykorzystywana jest do kopulacji i rodzenia dzieci. Srom, czyli zewnętrzne żeńskie narządy płciowe, składa się z ujścia pochwy, warg sromowych, łechtaczki i cewki moczowej. Przypuszcza się, że gruczoły mlekowe wyewoluowały z gruczołów zbliżonych do apokrynowych, w celu produkcji mleka, czyli odżywczej wydzieliny, która jest najbardziej charakterystyczną cechą ssaków, obok żyworodności. U dojrzałych kobiet piersi są na ogół większe niż u większości innych ssaków; uważa się, że to uwydatnienie piersi, które nie jest konieczne do produkcji mleka, jest przynajmniej częściowo wynikiem doboru naturalnego.
Estrogeny, czyli nadrzędne żeńskie hormony płciowe, mają znaczący wpływ na kształtowanie się kobiecej sylwetki. Produkowane są zarówno u mężczyzn, jak i u kobiet, ale ich poziom jest znacznie wyższy u kobiet, zwłaszcza w wieku rozrodczym. Estrogeny, oprócz innych funkcji, sprzyjają rozwojowi żeńskich drugorzędowych cech płciowych, takich jak piersi i biodra. W wyniku działania estrogenów, w okresie dojrzewania, u dziewcząt rozwijają się piersi i poszerzają się biodra. Działając przeciwko estrogenom, obecność testosteronu u dojrzewającej kobiety hamuje rozwój piersi oraz sprzyja rozwojowi mięśni i włosów na twarzy.

### Różnice w budowie anatomicznej między kobietą a mężczyzną
Zasugerowano, aby ta sekcja została przeniesiona do artykułu Różnice płciowe w fizjologii człowieka. (dyskusja)
- Średnia wzrostu i ciężaru kobiet jest mniejsza niż u mężczyzn.
- Wielkość mózgów kobiet oraz ich współczynnik encefalizacji są relatywnie mniejsze niż u mężczyzn, co było podstawą hipotez, że średni iloraz inteligencji kobiet jest mniejszy niż mężczyzn[34][35]. Badania wskazują jednak za niezasadne odnoszenie się do różnic we współczynniku encefalizacji, gdyż różnice w średniej masie ciała kobiet i mężczyzn oraz znaczne różnice w średniej zawartości tkanki tłuszczowej (25–31% dla kobiet i 18–25% u mężczyzn) uniemożliwiają jego prawidłowe oszacowanie, a iloraz inteligencji zależy od wielu innych czynników (np. środowiskowych) niż tylko samej wielkości mózgu[36].
- Kobiety mają delikatniejsze, mniej intensywne owłosienie ciała.
- Miednica kobiety jest proporcjonalnie szersza niż miednica mężczyzny, co umożliwia ciążę i poród.
- U kobiet wskaźnik 2D:4D jest zazwyczaj wyższy niż u mężczyzn[37][38].

## Transkobiety
Transkobiety mają przypisaną płeć męską przy urodzeniu, która nie jest zgodna z ich tożsamością płciową.

## Zdrowie kobiet
Istnieją choroby, które dotykają głównie kobiety, takie jak toczeń i inne choroby autoimmunologiczne oraz choroby związane z płcią, które występują znacznie częściej u kobiet niż u mężczyzn, u których mogą występować różne objawy, a także mogą oni różnie reagować na leczenie jak np. rak sutka. Dziedzina medycyny zajmująca się budową, czynnościami i schorzeniami narządu rodnego kobiety to ginekologia.

### Umieralność matek
Śmiertelność matek jest definiowana przez WHO jako „roczna liczba zgonów kobiet z jakiejkolwiek przyczyny związanej z ciążą lub pogłębionej przez ciążę (z wyłączeniem przyczyn przypadkowych lub incydentalnych) podczas ciąży i porodu lub w ciągu 42 dni od zakończenia ciąży, niezależnie od czasu trwania i umiejscowienia ciąży”. Każdego roku ponad 500 000 kobiet umiera z powodu powikłań związanych z ciążą i porodem, głównie w tzw. krajach rozwijających się. W 2008 roku Światowa Organizacja Zdrowia wezwała do podnoszenia kwalifikacji położnych w celu poprawy usług zdrowotnych dla matek i noworodków. Aby wspierać poprawę umiejętności położnych, WHO ustanowiła program szkoleniowy dla położnych – Action for Safe Motherhood.

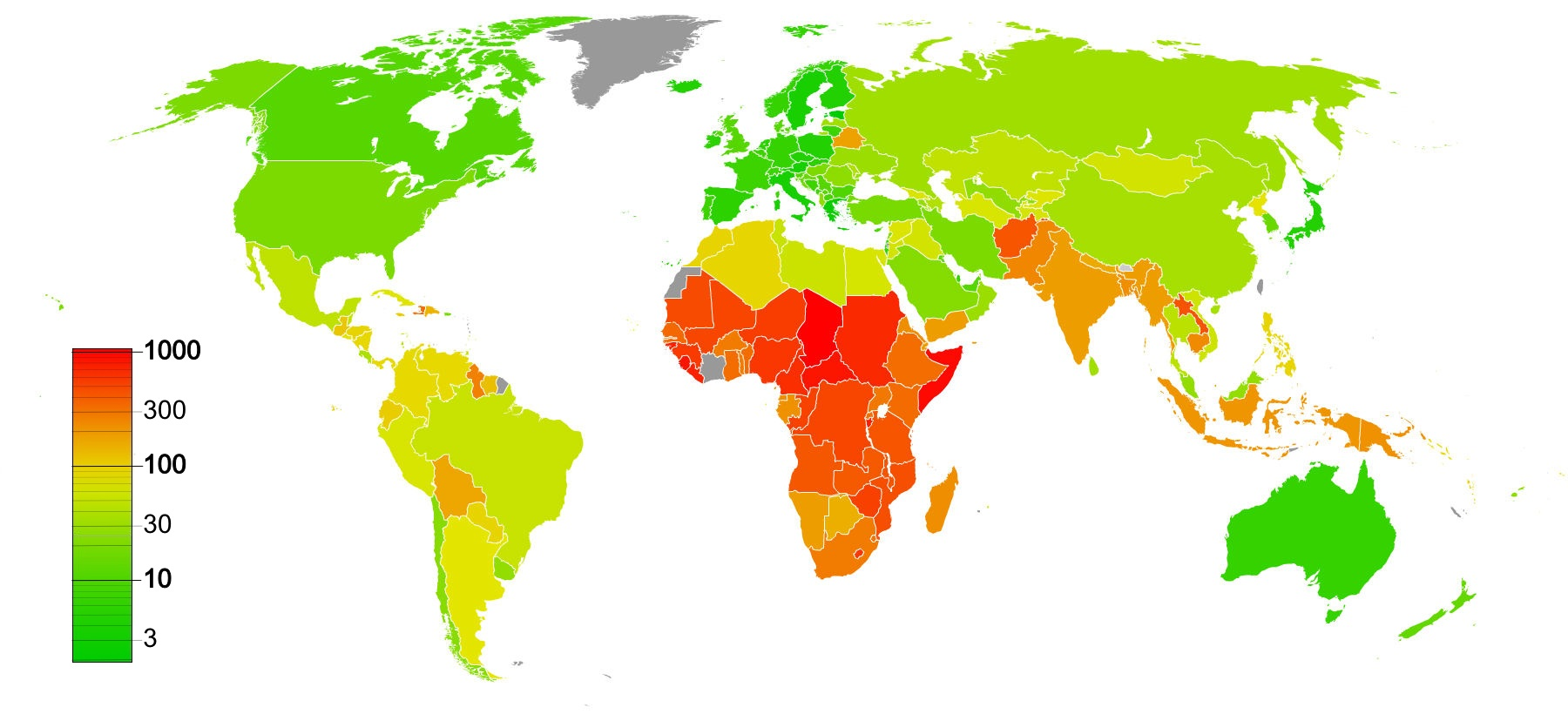
Wskaźnik umieralności matek, określony jako „roczna liczba zgonów kobiet na 100 000 żywych urodzeń”.

W 2013 roku z powodu komplikacji przed, w trakcie lub krótko po porodzie zmarło ok. 289 tys. kobiet, co stanowi poprawę w porównaniu z 1990 rokiem, gdy zmarło ok. 523 tys. Około 295 000 kobiet zmarło w 2017 roku, przy czym 94% zgonów matek miało miejsce w krajach rozwijających się. Około 86% zgonów matek występuje w Afryce Subsaharyjskiej i Azji Południowej, przy czym Afryka Subsaharyjska odpowiada za około 66%, a Azja Południowa za około 20%. Główne przyczyny śmiertelności matek to stan przedrzucawkowy i rzucawka, aborcje przeprowadzane w ryzykownych warunkach, powikłania ciąży spowodowane malarią i HIV/AIDS oraz intensywne krwawienia i infekcje występujące po porodzie.

## Edukacja
Powszechna edukacja, czyli zapewniona przez państwo edukacja na poziomie podstawowym i średnim, bez względu na płeć, nie jest jeszcze normą obowiązującą na całym świecie, chociaż występuje ona w większości krajów rozwiniętych. Tradycyjnie dominowała edukacja zróżnicowana ze względu na płeć i nadal występuje ona w niektórych krajach.
Edukacja kobiet dawniej ograniczała się do przyswojenia umiejętności praktycznych, takich jak szycie, haftowanie, gotowanie oraz innych umiejętności niezbędnych do prowadzenia gospodarstwa domowego. Kobiety z bogatych domów mogły ponadto, w ramach nauczania domowego, nauczyć się rysowania, śpiewu, gry na instrumencie, znajomości języków obcych, poezji i historii oraz umiejętności miłych konwersacji.
Zaczęło się to zmieniać na przełomie XVIII i XIX wieku. Przede wszystkim na skutek rodzącego się wtedy ruchu na rzecz emancypacji kobiet. Powstały pierwsze zorganizowane związki kobiet. Kobiety coraz częściej dopuszczano do nauki na uniwersytetach.
Aktualnie zgodnie z danymi UNESCO około 130 milionów dziewcząt w wieku od 6 do 17 lat nie uczęszcza do szkoły. Problem dostępu do edukacji dla dziewczyn w szczególności dotyczy takich krajów jak Sudan Południowy, Republika Środkowoafrykańska, Niger, Afganistan, Czad, Mali, Gwinea, Burkina Faso, Liberia i Etiopia.

### Polska
W Polsce w okresie zaborów na drodze kształceniu kobiet stały braki miejsc w szkołach, przeszkody ekonomiczne, ale też – stawiane na pierwszym miejscu obowiązki domowe. Znaczące zmiany zaszły dopiero po upadku powstania styczniowego. Zaczęto krytykować dominującą do tej pory tzw. „edukację salonową”, która nie zapewniała umiejętności niezbędnych do podjęcia zawodu i samodzielnego utrzymywania się.
Po odzyskaniu przez Polskę niepodległości, chociaż dostęp do edukacji stawał się bardziej powszechny dla obu płci, nierówności między kobietami i mężczyznami się pogłębiały. Podczas pierwszego spisu powszechnego w 1921 roku analfabetyzm wśród kobiet wynosił 35,7%, z kolei wśród mężczyzn 30%. Tymczasem po dziesięciu latach, w 1931 roku, wynosił 27,9% u kobiet i 17,8% u mężczyzn.